# Buono! Festa 2016
『Buono! Festa 2016』（ボーノ フェスタ 2016）は、Buono!のライブビデオ。2016年11月23日にDVDとBlu-rayを同日発売。

## 出演メンバー
Buono!
- リーダー ： 嗣永桃子
- サブリーダー ： 夏焼雅
- 給食係 ： 鈴木愛理

Dolce（ドルチェ）
- キーボード/バンドマスター/編曲 ： eji (現カムロバウンス(2010年～))
- ドラムス/カホン ： まいまい(今村舞) (元SUPER EGG MACHINE)
- ベース ： なおみち(岩崎なおみ)
- ギター ： まり-Ｐ(藤井万利子) (元SUPER EGG MACHINE) / けいちゃん(ひぐちけい) (当時サンナナニ(～2016年11月25日脱退・解散))

ストリングス
- ヴァイオリン ： 雨宮麻末子 / 金子由衣 / 島田光理 / 筒田 咲紀 / 則武里奈 / 本田佳奈 / 井上千恵美 / 谷崎舞 / 加藤かな子 / 但馬 有紀美
- ヴィオラ ： 角谷奈緒子 / 島内晶子
- チェロ ： 松尾佳奈 / 富田千晴

ゲスト
- ℃-ute
- カントリー・ガールズ
- PINK CRES.

## 収録内容
[本編]
OPENING
1. ロックの聖地
2. MC1
3. We are Buono!〜Buono!のテーマ♡
4. ロッタラ ロッタラ
5. Independent Girl～独立女子であるために
6. 雑草のうた
7. JUICY HE@RT
8. MC2(夏焼雅誕生日お祝い)
9. ソラシド〜ねえねえ〜
10. ガチンコでいこう!
11. Bravo☆Bravo
12. マイラブ
13. Kiss!Kiss!Kiss!
14. MC3(Dolceメンバー・ストリングス あめちゃん[ 雨宮麻末子 ]紹介)
15. うらはら(アコースティックVer.)
16. 君がいれば(アコースティックVer.)
17. You're My Friend(アコースティックVer.)
18. VTR(寸劇：Buono!スタッフインタビュー)
19. 泣き虫少年
20. カタオモイ。
21. 初恋サイダー(Album version)
22. Bravo☆Bravo
23. じゃなきゃもったいないっ!
24. れでぃぱんさぁ
25. MY BOY
26. 恋愛♥ライダー
27. ENCORE：ロックの神様
28. MC4
29. ENCORE：ワープ!
30. ENCORE：タビダチの歌

ENDING(BGM：夏ダカラ!)

[特典映像]
1. VTR1(オーディション - レッスン - グループ名発表 PINK CRES. )
2. Warning～未来警報～ - ウワノソラ(メドレー)[ PINK CRES. ]
3. MC1[ PINK CRES. ]
4. Summer wonderland[ PINK CRES. ]
5. 恋泥棒(イントロLong.ver)[ カントリー・ガールズ ]
6. MC2[ カントリー・ガールズ ]
7. どーだっていいの[ カントリー・ガールズ ]
8. 愛おしくってごめんね[ カントリー・ガールズ ]
9. 都会っ子 純情(2012神聖なるVer.)[ ℃-ute ]
10. MC3[ ℃-ute ]
11. 人生はSTEP![ ℃-ute ]
12. Kiss me 愛してる[ ℃-ute ]
13. Danceでバコーン![ ℃-ute ]
14. ホントのじぶん[ ℃-ute：[ 矢島舞美 / 中島早貴 / 岡井千聖 / 萩原舞 ] / [ カントリー・ガールズ：[ 山木梨沙 / 森戸知沙希 / 小関舞 / 梁川奈々美 / 船木結 ]

特典
- ライブ音源CD2枚組(Blu-ray)